# Tomislav Crnković
Tomislav Crnković (17. června 1929 Kotor – 17. ledna 2009 Záhřeb) byl chorvatský fotbalista narozený v Černé Hoře reprezentující Jugoslávii. Hrával na pozici obránce. V letech 1952–1960 nastupoval za jugoslávskou reprezentaci, odehrál za ni 51 zápasů. Získal s ní stříbro na mistrovství Evropy 1960 a stříbrnou medaili na fotbalovém turnaji olympijských her v roce 1952. Zúčastnil se též dvou světových šampionátů, v roce 1954 (Jugoslávci vypadli ve čtvrtfinále) a 1958 (i tentokrát čtvrtfinále). S Dinamem Záhřeb se stal dvakrát mistrem Jugoslávie (1954, 1958). Hrál za Metalac Záhřeb (1947–1949), Dinamo Záhřeb (1950–1961), Wiener Sport-Club (1961–1962) a Servette Ženeva (1962–1964). V letech 1965–1966 trénoval 1. Simmeringer SC.